# Theodor Nygren

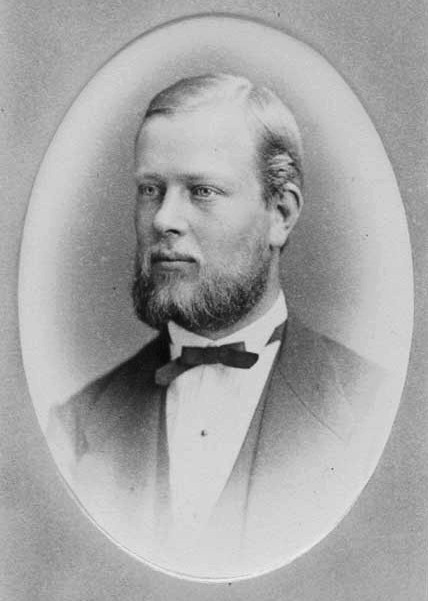
Theodor Nygren.

Christopher Alexander Theodor Nygren, född 4 juni 1843 i Stockholm, död där 12 maj 1926, var en svensk grosshandlare.

## Biografi
Theodor Nygrens far, Christopher Nygren (1808-1901), var engagerad och delägare i olika glasbruk, varför sonens uppväxt handlade mycket om hyttor och annat som hörde till denna verksamhet. Han studerade i Uppsala, Linköping och Västervik. År 1869 startade han en engrosaffär i flaskor, glasvaror, fönsterglas och speglar i Stockholm, som kom att bli mycket lönsam. 1880 gifte han sig  med sin svägerskas syster, Malin Lyon. I 1882 års adresskalender anges bostaden och kontoret på Järntorget i Gamla stan och 1896 på Kungsgatan medan kontoret och magasinet låg på Lilla Nygatan. 1906 överlät han rörelsen till sitt första biträde. 1925 låg ”Grosshandelsfirman Theodor Nygren” på Drottninggatan och som ägare anges Gustaf Wadstein.
Nygren visade stort intresse för samhällsfrågor och det anses vara han som gav finansmannen K.A. Wallenberg det avgörande tipset att den nya villa- och badorten Saltsjöbaden borde anläggas på en kustremsa längs Baggensfjärden i Nacka socken. I juli 1889 undertecknade han tillsammans med K.A. Wallenberg och hovjägmästaren Herman Magnus af Petersens en koncessionsansökan för en järnväg mellan Stadsgården och Baggensfjärden. Han var sedan medlem i järnvägsbolagets styrelse som ägde Saltsjöbanan och marken där Saltsjöbaden skulle växa fram. Nygren lär även vara den förste som lät bygga sitt sommarnöje i den nya villastaden: Nygrenska villan på Baggensudden som stod färdig 1892. 
Till sin 70-årsdag uppmärksammades hans insatser för Saltsjöbaden i dagspressen som skrev bland annat: ”Herr Nygren var kanske den förste, som kom att tänka på ett Saltsjöbaden. Han var även med vid företaget startande och satt en tid med i styrelsen. Han var även den förste, som lät uppföra en villa där, vid Neglinge.”
Theodor och Malin Nygren avled samma år 1926. Deras stoft vilar i Gustaf Vasa kyrkas kolumbarium vid Odenplan i Stockholm.